# Karlovy Vary (região)
Karlovy Vary (tcheco: Karlovarský kraj) é uma região da República Tcheca. Sua capital é a cidade de Karlovy Vary. Era conhecida como Carlsbad durante o Império Austro-Húngaro, e famosa pelas suas águas termais.
Desde a década de 1960 é palco, no mês de julho, do principal festival de cinema do país e o mais importante do tipo na Europa Central. É dirigido pelo renomado ator checo Jiri Bartoska.
A cidade é também conhecida por produzir uma das bebidas típicas do país, a Becherovka.
Nos últimos anos, a cidade tem sido alvo de várias reportagens sobre o poder da comunidade local de imigrantes russos. Com isso, Karlovy Vary é mistificada como uma cidade governada pela máfia. No entanto, a realidade é menos dramática - é uma destinação bastante popular entre as classes mais abastadas da Rússia, tendo, inclusive, voos semanais diretos de Moscou e São Petersburgo para a cidade de pouco mais de 300 mil habitantes, mas com vasta rede de hotéis e tratamentos contra estresse e males respiratórios.

## Distritos
A região de Karlovy Vary está dividida em três distritos:
|              |          | \| Nome \| Área km²[1] \| População (31/12/2005)[1] \| \| ------------ \| ----------- \| ------------------------- \| \| Cheb \| 933 \| 90 117 \| \| Karlovy Vary \| 1 628 \| 120 778 \| \| Sokolov \| 754 \| 93 379 \| |
| Nome         | Área km² | População (31/12/2005) |
| Cheb         | 933      | 90 117 |
| Karlovy Vary | 1 628    | 120 778 |
| Sokolov      | 754      | 93 379 |

## Cidades
| - Karlovy Vary - Aš - Cheb - Chodov - Františkovy Lázně | - Jáchymov - Kraslice - Loket - Luby u Chebu - Mariánské Lázně | - Nejdek - Ostrov - Skalná - Sokolov |